# Paula Beer
Paula Beer (Mainz, 1 de fevereiro de 1995) é uma atriz alemã. Ela ficou conhecida por seu papel principal em Poll (2010) de Chris Kraus. Em 2016, ela estrelou o filme Frantz de François Ozon, pelo qual ganhou o Prêmio Marcello Mastroianni, no Festival de Veneza.

## Filmografia
| Ano  | Título                        | Papel            | Nota(s) |
| ---- | ----------------------------- | ---------------- | --- |
| 2010 | Poll                          | Oda von Siering  | |
| 2012 | Ludwig II                     | Sophie em Bayern | |
| 2013 | Der Geschmack von Apfelkernen | Rosmarie         | |
| 2014 | The Dark Valley               | Luzi Gader       | |
| 2015 | Pampa Blues                   | Lena             | Telefilme |
| 2015 | 4 Könige                      | Alex             | |
| 2016 | Frantz                        | Anna             | Prémio Marcello Mastroianni Indicada—César de melhor atriz revelação Indicada—Prêmio Lumières de atriz revelação Indicada—Prémio do Cinema Europeu de melhor atriz |
| 2017 | Prinz Aberjaja                | Princess         | curta-metragem |
| 2018 | Transit                       | Marie            | |
| 2018 | Bad Banks                     | Jana Liekam      | TV (6 episódios) |
| 2018 | Never Look Away               | Ellie Seeband    | |
| 2019 | The Wolf's Call               | Diane            | |
| 2020 | Undine                        | Undine           | Urso de Prata de melhor atriz |